# Beariz
Beariz – gmina w Hiszpanii, w prowincji Ourense, w Galicji, o powierzchni 55,97 km². W 2011 roku gmina liczyła 1205 mieszkańców.